# جان دانینگ
جان دانینگ (انگلیسی: John Dunning) تدوین‌گر اهل ایالات متحده آمریکا بود.
وی در سال ۱۹۵۹ میلادی، بابت تدوین فیلم بن هور، برندهٔ جایزه اسکار بهترین تدوین شد.

## بخشی از فیلمشناسی
- کارهای ناشایست جولیا (۱۹۴۸)
- ژولیوس سزار (۱۹۵۳)
- خیانت (۱۹۵۴)
- شهرستان رینتری (۱۹۵۷)
- بن هور (۱۹۵۹)

## درگذشت
در مراسم خاکسپاری دانینگ در سال 1991، فرانک کاپرا و کارکنان ارشد MGM برای ادای احترام حضور داشتند.